# Actinoscypha
Actinoscypha is een geslacht van schimmels uit de familie Dermateaceae. De typesoort is Actinoscypha graminis. Deze soort is echter later overgezet naar het geslacht Micropeziza als Micropeziza cornea.

## Soorten
Volgens Index Fungorum telt het geslacht twee soorten (peildatum december 2022):
| Soortnaam             | Auteur(s) | Publicatiejaar |
| --------------------- | --------- | -------------- |
| Actinoscypha atopa    | Rehm      | 1904           |
| Actinoscypha muelleri | Graddon   | 1972           |